# Vividred Operation
Vividred Operation (jap. ビビッドレッド・オペレーション, Bibiddoreddo Operēshon) ist eine Anime-Serie von 2013.

## Handlung
In der Zukunft hat die Welt keine Energieprobleme mehr durch die von Dr. Kenjirō Isshiki (一色 健次郎) erfundene „Manifestationsmaschine“ (示現エンジン, jigen enjin), die die globale Energieversorgung sicherstellt. Diese befindet sich auf der künstlichen Insel Blue Island (ブルーアイランド, Burū Airando) zwischen Tokio und Izu-Ōshima. Auf letzterer Insel lebt Dr. Isshiki mit seinen beiden Enkelinnen Akane (一色 あかね; 14 Jahre) und Momo (一色 もも).
Folge 1
Als beide eines Tages nach Hause kommen, hören sie eine Explosion aus dem Labor ihres Großvaters. Dort angekommen, finden sie ihn vermeintlich tot vor, wobei durch den Unfall jedoch sein Bewusstsein in eine Fischotter-Figur wanderte. Er erzählt Akane, dass die Welt in Gefahr durch die außerirdischen Alone (アローン, Arōn) sei, die es auf die Manifestationsmaschine abgesehen haben. Er hat daher als Gegenmaßnahme das Vivid System (ビビッドシステム, Bibiddo Shisutemu) entwickelt, das die Energie der Manifestationsmaschine nutzt, um jemandem einen Palette Suit (パレットスーツ) anzulegen, der einem übermenschliche Kräfte verleiht und es möglich macht, die Alone zu besiegen. Dr. Isshiki gibt Akane ihren entsprechenden Operation Key (オペレーションキー, Operēshon Kī) um auf ihren Palette Suit zugreifen zu können. Der erste Alone taucht auf und greift Blue Island an, wobei auch Akanes beste Freundin Aoi Futaba (二葉 あおい) mit hereingezogen wird. Dabei überwindet sie ihre Höhenangst, die sich vor sieben Jahren herausbildete, als bei einer Explosion ihr Vater starb und ihre Mutter hospitalisiert wurde.
Folge 2
Nachdem sie Aoi rettet, gibt Dr. Isshiki auch dieser einen Operationen Key und beide legen ihre Palette Suits an. Akane kämpft dabei mit einer Naked Rang (ネイキッド・ラング, Neikiddo Rangu) Waffe, die einem übergroßen Bumerang ähnelt und Aoi mit einem Naked Impact (ネイキッド・インパクト, Neikiddo Impakuto) genannten Riesenhammer. Als beide den Alone fast besiegt haben, greift aus der Ferne unbemerkt ein mysteriöses Mädchen ein, das einen Pfeil auf den Alone abschießt, wodurch sich der Alone regeneriert und noch stärker wird. Dr. Isshiki sagt, das Akane und Aoi aneinander „andocken“ müssen, d. h. Aoi Akanes Stirn küssen muss, wodurch beide in Körper und Geist zu Vividblue (ビビッドブルー, Bibiddoburū) fusionieren, d. h. Aois Suit und Waffe stärker werden, wodurch sie den Alone vernichten können.
Folge 3
Da durch den Alone die Schule, die Akane, Aoi und Momo besuchen, zerstört wurde, müssen sie an eine andere wechseln. Auf dem Schulweg trifft Akane die Kendōka Wakaba Saegusa (三枝 わかば), die Akane, die um den Weg abzukürzen ihren Palette Suit angelegt hat, verdächtig findet und daher angreift. Wakaba ist schockiert, als Akane ihr Übungsschwert abwehrt. In der neuen Schule fordert Wakaba Akane zu einem Revancematch heraus, da es sie wurmt, nicht die Stärkste zu sein, in deren Verlauf Wakaba sich aber wieder daran erinnert, wie viel Spaß ihr Kendō früher gemacht hat. Gestört werden sie durch einen neuen Alone, wobei Wakaba ihren Operation Key bekommt und mit einer Naked Blade (ネイキッドブレード, Neikiddo Burēdo) genannten Waffe kämpft. Nachdem das mysteriöse Mädchen erneut auftaucht und auch diesen Alone verstärkt, fusioniert Akane mit Wakaba zu Vividgreen (ビビッドグリーン, Bibiddogurīn) und besiegt diesen.
Folge 4
Bei einem Baseball-Spiel wurden Akane, Aoi und Wakaba von der menschenscheuen Himawari Shinomiya (四宮 ひまわり) beobachtet, die daher stets zu Hause bleibt und dem Unterricht nur über eine festinstallierte Kamera an ihrem Platz folgt. Als Akane versehentlich die Kamera zerstört, besucht sie mit ihren Freundinnen Himawari, um sich zu entschuldigen. Da Himawari ein Fabrikanlagen-Fan ist, machen sie ihr einen Gefallen und besuchen mit ihr eine Fabriktour. Die Fabrik wird von einem Alone angegriffen und Himawari bekommt ihren Operation Key, wobei sie von Naked Collider (ネイキッドコライダー, Neikiddo Koraidā) genannten Dronen unterstützt wird, die eine Art Abwehrschild bilden können. Nachdem auch dieser Alone von dem mysteriösen Mädchen gestärkt wurde, fusioniert sie mit Akane zu Vividyellow (ビビッドイエロー, Bibiddoierō).
Folge 5
Auf dem Schulweg trifft Akane ihre Klassenkameradin Rei Kuroki (黒騎 れい), jenes mysteriöse Mädchen, ohne das beide von der Geheimidentität des Anderen wissen. Akane versucht sich mit ihr anzufreunden und folgt Rei heimlich, die dabei einen kleinen Jungen vor herunterfallenden Stahlteilen rettet. Zu Hause wird Rei von einer Krähe für diese Rettung bestraft, da sie ausschließlich ihre Mission verfolgen soll. Rei gehorcht der Krähe, da diese ihr versprochen hat, ihre zerstörte Welt wiederherzustellen, deren einzige Überlebende sie ist. Rei versucht daraufhin persönlich die Manifestationsmaschine mit Sprengsätzen zu zerstören, wobei sie übermenschliche Fähigkeiten zeigt. Das misslingt jedoch, sie verliert dabei ihren Schlüssel – das Einzige, was ihr von ihren Eltern geblieben ist – und verliert das Bewusstsein. Sie wacht bei Akane auf, die ihr auch den Schlüssel zurückgibt, den Akane und ihre Freundinnen für Rei gesucht haben, und ist diesen dankbar, will aber vorerst nicht ihre Freundin werden. 
Folge 7
Aufgrund der ständigen Kämpfe und ihrem Nebenjob, dem Austragen von Zeitungen, verschlechtern sich Akanes Schulnoten. Ihre Freundinnen planen eine Lerngruppe und laden auch Rei ein, die jedoch ablehnt. Als sie später erfährt, dass Akane die Enkelin von Dr. Isshiki ist, stimmt sie doch zu, an der Lerngruppe der Mädchen bei Akane teilzunehmen, um Akanes Haus zu durchsuchen. Dabei freundet sie sich mit den anderen an. Akane erhält einen Anruf, dass ein Alone bei Tokio gesichtet wurde, worauf die Mädchen dorthin reisen. Zuerst scheint der Sieg gewiss. Als der Alone jedoch durch einen Pfeil Reis gestärkt wird, wird Akane schwer verletzt und landet im Krankenhaus.
Folge 8
Der noch lebende Alone verpuppt sich zur Regeneration in einem Kokon am Tokyo Skytree. Da die Mädchen ohne Akane nun nicht fusionieren können, haben sie keine Möglichkeit, dem Alone beizukommen, der zudem durch einen weiteren Pfeil Reis nochmals gestärkt wird. Die verbleibenden drei Mädchen entschließen sich jedoch dazu, den Alone trotzdem zu bekämpfen. Schließlich aktiviert sich Akanes Bumerang, den Aoi mit auf diese Mission nimmt, und gibt Aoi die Kraft, den Alone zu besiegen.
Folge 10
Auf Grund ihres Misserfolgs erinnert die Krähe Rei, dass sie nur noch vier Pfeile habe, die Manifestationsmaschine zu zerstören und ihre Parallelwelt zu retten, und sie ansonsten sterben werde. Mit Hilfe von Wakaba entdeckt Dr. Isshiki, wodurch die Alone ständig gestärkt werden, und entwickelt einen Plan, den Verursacher der Pfeile beim nächsten Mal festzusetzen. Des Weiteren erwähnt er, dass er von der Bedrohung wusste, da er vor sieben Jahren, als ein Prototyp der Manifestationsmaschine außer Kontrolle geriet, von einem höheren Wesen kontaktiert wurde, das ihm mitteilte, dass die Menschheit geprüft werden würde, ob sie der Manifestationsmaschine würdig sei. Es taucht ein neuer Alone auf, wobei Rei plangemäß vom Militär festgenommen wird und die Mädchen und Rei erkennen, dass sie die jeweiligen Widersacher waren, und Rei annimmt, die Mädchen hätten sich nur mit ihr angefreundet, um sie zu observieren.
Folge 11
Rei wird in ein Hochsicherheitsgefängnis überführt. Die Mädchen entscheiden sich, sie zu befreien und ihr Motiv zu erfahren. Nachdem Akane Rei überzeugen kann, taucht die Krähe auf. Sie erklärt, dass Rei als Leitstrahl für die Alone fungiert und deren weiteres Auftreten hätte verhindert werden können, wenn Rei getötet worden wäre, was Dr. Isshiki jedoch verhinderte. Dies war ein weiterer Test der Menschheit, der bestanden wurde, was die Krähe als Beobachterin der höheren Wesen jedoch nicht akzeptieren kann. Die Krähe „verschlingt“ Rei, um die enorme Kraft der verbliebenen Pfeile auf einmal zu nutzen.
Folge 12
Die Krähe, die nun einem schwarzen Engel ähnelt, reist zur Manifestationsmaschine, um deren Kraft zu absorbieren. Sie will sich damit über die höheren Wesen erheben und damit zum mächtigsten Wesen des Universums werden. Ohne die Energie der Maschine kommt es zu Stromausfällen auf der ganzen Welt, während die Mädchen mit ihrer letzten Energie Akane helfen, in die Krähe einzudringen, um Rei aus ihr zu befreien. Als dies gelingt, fusioniert Akane mit Rei zu Vividred (ビビッドレッド, Bibiddoreddo) und schafft es, die Krähe zu besiegen. Die höheren Wesen kontaktieren Rei und teilen ihr mit, dass sie die Vernichtung ihrer Welt rückgängig gemacht haben, worauf Rei mit dem Versprechen, dass sie Akane wiedersehen werden, in ihre Welt zurückgeht.

## Veröffentlichung

### Anime
Die Serie ist ein Projekt des Anime-Produktionsunternehmens und -Publishers Aniplex, des Computerspiel- und Manga-Magazins Dengeki G's Magazine und des Animationsstudios A-1 Pictures. Als Originalwerk ist es im Gegensatz zu einem Großteil der anderen Anime, keine Adaption eines bestehenden Werks.
Regie führte Kazuhiro Takamura, assistiert von Yūki Itō. Kazuhiro Takamura war ebenfalls für das Charakterdesign verantwortlich, sowie neben Hiroyuki Yoshino für das Gesamtdrehbuch verantwortlich. Dieselben Positionen als Regisseur und Character Designer hatte er bereits bei der Serie Strike Witches inne, die ebenfalls von magischen Mädchen die gegen außerirdische Kreaturen kämpfen, handelt. Das Konzeptdesign stammt von den Illustratoren Hidari und Redjuice, das Design der Monster von Isao Hayashi, das Mechadesign von Kazuyuki Asaga und das Requisitendesign (prop design) von Kōta Michishita.
Nach dem am 28. Dezember 2012 nach Mitternacht (und damit am vorigen Fernsehtag) eine halbstündige Fernsehsondersendung namens Vivid Navi (ビビッド! ナビ, Bibiddo! Nabi) auf MBS ausgestrahlt wurde – später auch auf TBS, CBC, BS-TBS und im Netz auf Nico Nico Douga – begann die Ausstrahlung der ersten Folge am 11. Januar 2013 nach Mitternacht auf MBS. Mit bis zu drei Tagen Versatz folgen ebenfalls vorher genannte Sender. Die erste Folge erreichte auf TBS eine Einschaltquote von 3,7 % trotz einer Sendezeit von 1:55, was einer der höchsten Quoten des Programmblocks war. Allgemein haben Spätnachtanime, die den größten Teil an Anime ausmachen, durchschnittlich eine Einschaltquote von 2,2 %.
In den USA wurde die Serie von Aniplex USA lizenziert und vom 13. Januar an auch auf Crunchyroll für die Regionen USA, Kanada, Vereinigtes Königreich, Irland und Südafrika gestreamt.
Die Musik stammt von Hideyuki Fukasawa. Als Vorspann wurde ab Folge 2 Energy gesungen von earthmind verwendet. Ein Abspann wurde ebenso nicht in der ersten Folge verwendet, Folge 2 nutzte We Are One! gesungen von Ayane Sakura und Rie Murakawa, Folge 3 Stereo Colors von Ayane Sakura und Wakaba Saegusa und Folge 4 Stray Sheep Story von Ayane Sakura und Aya Uchida. Die Synchronsprecher wurden dabei als Interpretinnen mit ihrem jeweiligen Rollennamen aufgeführt.

#### Synchronisation
| Rolle              | Synchronsprecher (Seiyū) |
| ------------------ | ------------------------ |
| Akane Isshiki      | Ayane Sakura             |
| Aoi Futaba         | Rie Murakawa             |
| Wakaba Saegusa     | Yuka Ōtsubo              |
| Himawari Shinomiya | Aya Uchida               |
| Rei Kuroki         | Maaya Uchida             |
| Kenjirō Isshiki    | Masaki Terasoma          |
| Krähe              | Mie Sonozaki             |

### Manga
In ASCII Media Works Dengeki G’s magazine erschienen zwei Manga-Reihen zum Anime. Zwischen dem 30. März 2013 (Ausgabe 5/2013) und dem 28. Februar 2014 (Ausgabe 4/2014) wurde darin eine werktreue Adaption Keito Koume veröffentlicht und zwischen dem 29. September 2012 (Ausgabe 11/2012) und 28. März 2014 (Ausgabe 5/2014) eine Yonkoma-Parodie namens Vividred Operation: The 4-koma Viviop (ビビッドレッド・オペレーション The 4コマ びびおぺ, Bibiddoreddo Operēshon: The 4-koma Bibiope) von Kotamaru. Die Einzelkapitel zu beiden wurden auch in je zwei Sammelbänden (Tankōbon) zusammengefasst.

### Computerspiele
Im japanischen PlayStation Store erschienen zwei von Banpresto entwickelte Spiele: das Minispiel Vividred Operation: Akane to Yomatto Operation! (ビビッドレッド・オペレーション あかねとマヨっとオペレーション!, Bibiddoreddo Operēshon: Akane to Mayotto Operēshon!) am 28. März 2013 und das Actionspiel Vividred Operation – Hyper Intimate Power (ビビッドレッド・オペレーション -Hyper Intimate Power-) am 20. Juni 2013.